# Treffen am Ossiacher See
Treffen am Ossiacher See – gmina targowa w Austrii, w kraju związkowym Karyntia, w powiecie Villach-Land. Liczy 4356 mieszkańców (1 stycznia 2015).

## Współpraca
Miejscowości partnerskie:
- Capriva del Friuli, Włochy
- Öhringen, Niemcy